# Mikael Gottberg
Mikael "Micke" Gottberg, född 1984, är en svensk ultralöpare, bosatt i Tyringe.
Gottberg tävlar främst i grenen 24-timmarslöpning men även i traillöpning och andra mer klassiska distanser inom löpning. Han tävlar för IF Kville. Gottbergs personbästa i 24-timmarslöpning är 260.638 km från SM 2025, och hans bästa merit är SM-silver från samma tävling. Med detta resultat kvalificerade han sig även för IAU World Championships i Albi, Frankrike. 